# اوکسر کریم‌کلا
اوکسر کریم‌کلا یک روستا در ایران است که در شهرستان فریدونکنار استان مازندران واقع شده‌است. اوکسر کریم‌کلا ۳۲۹ نفر جمعیت دارد.

## جمعیت
این روستا در بخش دهفری قرار دارد و براساس سرشماری مرکز آمار ایران در سال ۱۳۸۵، جمعیت آن ۳۲۹ نفر (۸۸ خانوار) بوده‌است.